# Компьютер-зомби

Цикл спама. Цифра 4 — заражённый компьютер.

«Компью́тер-зо́мби» — компьютер в сети, который был заражен специализированной вредоносной программой, как правило предоставляющей злоумышленнику удаленный доступ и ресурсы машины. Программа, как правило, активно маскируется и без оффлайновой проверки файлов, контроля трафика или использования специального ПО вычислить такой компьютер достаточно сложно. Такой компьютер может быть использован третьими лицами без ведома владельца: для доступа в закрытую или коммерческую сеть (включая Интернет), использования вычислительных ресурсов (кластеризации), рассылки спама и перенаправления трафика (см. открытые прокси) в момент совершения противоправных действий.
Понятие «зомби» присвоено по аналогии с реальным грибком-паразитом, который влияет на сознание и заставляет муравьев уходить из муравейника.
Компьютеры-зомби являются одним из наиболее эффективных инструментов по рассылке спама — так, они ответственны за 50—80% мирового трафика спама.